# エピペン

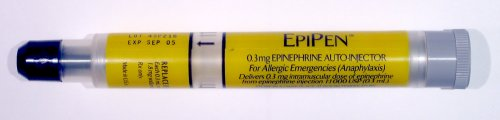
0.3 mg製剤

エピペン（英: EpiPen）とは、ハチ刺傷、食物アレルギーなどによるアナフィラキシーに対する緊急補助治療に使用される医薬品（注射薬）である。アナフィラキシーを起こす可能性の高い患者が常備し、アナフィラキシーを起こした際に注射することで、発症の際に医療機関へ搬送されるまでの症状悪化防止に役立つ。薬効分類名は「アナフィラキシー補助治療剤」、製剤名は「アドレナリン注射液自己注射キット製剤」である。

## 名称
英語名称は「エピネフリン自動注射器」を意味するものである。「エピペン」はエピネフリン（アドレナリンと同義）と筆記具のペン（その形状がペン状であることから）を併せたかばん語である。
エピペンはマイラン・インコーポレイテッド社の登録商標（第4598961号ほか）。他社の類似製品にはツインジェクトなどの商標のものがある。

## 歴史

### 米国
1970年代にメリーランド州の軍用品メーカーで開発が始まった。1987年にFDA（米食品医薬品局）から販売認可を受けた。
製造元は合併後にドイツのメルクの子会社に買収された。2007年に医薬品メーカーのマイランがメルクからエピペンの製造・販売権を獲得。
マイランは2016年に定価を600ドルに引き上げたため、一般消費者や連邦議会議員から批判を受け、マイランは8月末にジェネリック版を数週間以内に発売することを発表した。

### 日本
1995年から、国有林において「治験的扱い」として当時製造・販売されていた米国から輸入し、現場職員に所持させ、効果を上げていた。民有林での使用に強い要望が出され、2003年（平成15年）8月、厚生労働省から承認され、販売が開始された。そのため承認時の適応は「蜂毒に起因するアナフィラキシー反応に対する補助治療（アナフィラキシーの既往のある人またはアナフィラキシーを発現する危険性の高い人に限る）」で、該当者は処方を受けて所持・使用することができた。
2005年には食物や薬物等によるアナフィラキシー反応および小児への適応を取得したが、引き続き全額自費負担であった。2009年3月、救急救命士が傷病者に代わってエピペンを一定の条件下で打てるようになった。
2011年9月22日から薬価収載され、保険適用となった。処方医に対する講習の実施と、未使用製剤の回収が承認条件となっており、メーカー側のコストも比較的大きいため、原価計算方式で1万円程度の薬価がついた。2020年12月10日現在の薬価は0.15 mg規格が7531円、0.3 mg規格が10478円である。
2018年1月22日、エピペンの日本における製造販売承認がファイザー株式会社からマイランEPD合同会社に継承された。

## 成分
成分はアドレナリン（エピネフリン）で、0.15 mg製剤と0.3 mg製剤が流通している。アドレナリンには気管支を広げる作用や心臓の機能を増強して血圧を上昇させてショック症状を改善する作用があり、アナフィラキシーショックに対して有効である。

## 適応
アナフィラキシーの既往のある人または発現する危険性の高い人に限るとされるが、蜂毒（Bee venom、アピトキシン、Apitoxin）、食物及び薬物等に起因するアナフィラキシー反応に対する補助治療として適応がある。

## 用法
患者やその家族が迅速に使えるようにということで発売された緊急注射用のキットである。太ももの前外側へ筋注し、緊急時は衣服の上からでも用いることができる。また1本のエピペンは1回分のみで、内部に残った注射液は以後使えない。使用量は体重1 kgあたり0.01 mgである。緊急用であるため、迅速な救急搬送と医療介入が必要となる。
使用者は患者本人（未成年の場合は説明済みの保護者）であるが、必要に応じて救急救命士、保育士、教職員も使用可能である。

### ガイドライン（日本）
食物アレルギーによるアナフィラキシーが発生した場合の対応は、『食物アレルギ一の診療の手引2011』によれば，症状を総合的に判断して臨床的重症度グレード3（咽頭喉頭の絞扼感）、グレード4 （呼吸困難、チアノーゼ）以上の症状があった場合は、エピペンを打つタイミングであるとしている。
2012年12月の日本の東京都調布市の小学校での事故を受け、2013年7月に日本小児アレルギー学会は、エピペンを処方されている小児患者について、アナフィラキシーの疑いがある場合、「繰り返し吐き続ける」「のどや胸が締め付けられる」などの13の症状の内一つでもあれば使用すべきであるとした。
昭和大学医学部の今井孝成講師はエピペンについて、「呼吸困難などの重い症状が出たら迅速に注射すべきだ。副作用は小さいので迷ったら打てと言いたい」とする。
日本学校保健会は『学校保健第13回「学校での食物アレルギー・アナフィラキシー対応」』で、「できるだけ早期に、呼吸器症状出現時には投与するようにしてください。注射部位は大腿外側広筋または上腕三角筋です。注射後、10～15分で症状に改善がみられない時は追加投与が可能です。再三になりますが、ここで大事なのは迷ったら打つようにしてください。」としている。